# Bursera citronella
Bursera citronella är en tvåhjärtbladig växtart som beskrevs av Mcvaugh & Rzedowski. Bursera citronella ingår i släktet Bursera och familjen Burseraceae. Inga underarter finns listade i Catalogue of Life.